# Harry Markowitz
Harry Max Markowitz, född 24 augusti 1927 i Chicago, Illinois, död 22 juni 2023 i San Diego, Kalifornien, var en amerikansk nationalekonom som belönades med John von Neumanns teoripris 1989 och med Sveriges Riksbanks pris i ekonomisk vetenskap till Alfred Nobels minne 1990 för modern portföljteori.
Markowitz var professor i finans vid Rady School of Management vid University of California, San Diego (UCSD). Han är mest känd för sitt banbrytande arbete inom modern portföljteori och studerade effekterna av tillgångsrisk, avkastning, korrelation och diversifiering på sannolik avkastning på investeringsportföljer.

## Biografi
Markowitz föddes i en judisk familj, son till Morris och Mildred Markowitz. Under gymnasietiden utvecklade han ett intresse för fysik och filosofi, särskilt David Humes idéer, ett intresse han fortsatte att följa under sina grundutbildningsår vid University of Chicago. Efter att ha tagit sin kandidatexamen i liberal konst, bestämde han sig för att fortsätta sina studier vid University of Chicago och valde att specialisera sig på ekonomi. Där fick han möjlighet att studera under framstående ekonomer, som Milton Friedman, Tjalling Koopmans, Jacob Marschak och Leonard Savage. Medan han fortfarande var student, blev han inbjuden att bli medlem i Cowles Commission for Research in Economics, som fanns i Chicago vid den tiden. Han tog sin masterexamen i nationalekonomi från universitetet 1950.
Markowitz valde att tillämpa matematik på analysen av aktiemarknaden som ämne för sin avhandling. Jacob Marschak, som var avhandlingsrådgivare, uppmuntrade honom att fortsätta ämnet och noterade att det också hade varit ett favoritintresse för Alfred Cowles, grundaren av Cowles Commission.

## Vetenskapligt arbete
Medan Markowitz undersökte den dåvarande förståelsen av aktiekurser, som vid den tiden bestod i Nuvärdesmodellen av John Burr Williams, insåg han att teorin saknar en analys av riskens inverkan. Denna insikt ledde till utvecklingen av hans nyskapande teori om portföljallokering under osäkerhet, publicerad 1952 av Journal of Finance.
År 1952 började Markowitz arbeta för Rand Corporation, där han träffade George Dantzig. Med Dantzigs hjälp fortsatte Markowitz att forska om optimeringstekniker och vidareutvecklade den kritiska linjealgoritmen för identifiering av de optimala medelavvikelseportföljerna och förlitade sig på vad som senare kom att kallas Markowitz gräns. År 1954 disputerade han i nationalekonomi vid University of Chicago med en avhandling om portföljteorin. Ämnet var så nytt att medan han försvarade sin avhandling hävdade Milton Friedman att hans bidrag inte var ekonomi. Under 1955–1956 tillbringade Markowitz ett år på Cowles Foundation, som hade flyttat till Yale University, på inbjudan av James Tobin. Han publicerade den kritiska linjealgoritmen i en artikel 1956 och använde denna gång stiftelsen för att skriva en bok om portföljallokering som publicerades 1959.
Markowitz vann Nobels minnespris i ekonomisk vetenskap 1990 medan han var professor i finans vid Baruch College vid City University of New York. Under föregående år mottog han John von Neumann Theory Prize från Operations Research Society of America (numera Institute for Operations Research and the Management Sciences, INFORMS) för sina bidrag inom teorin om tre områden: portföljteori, glesa matrismetoder och programmering av simuleringsspråk(SIMSCRIPT). Sparse matrismetoder används nu i stor utsträckning för att lösa mycket stora system av samtidiga ekvationer vars koefficienter mestadels är noll. SIMSCRIPT har använts i stor utsträckning för att programmera datorsimuleringar av tillverkning, transport och datorsystem samt krigsspel. SIMSCRIPT (I) inkluderade Buddy-minnesallokeringsmetoden, som också utvecklats av Markowitz. Han valdes in i 2002 års grupp av  medlemmar vid Institute for Operations Research and the Management Sciences.

### CACI
Företaget som skulle bli CACI International grundades av Herb Karr och Markowitz den 17 juli 1962 som California Analysis Center, Inc. De hjälpte till att utveckla SIMSCRIPT, det första programmeringsspråket för simulering, på RAND och efter att det släpptes till allmänheten grundades CACI för att ge stöd och utbildning för SIMSCRIPT.
År 1968 började Markowitz arbeta vid Arbitrage Management Company grundat av Michael Goodkin. I samarbete med Paul Samuelson och Robert Merton skapade han en hedgefond som representerar det första kända försöket till datoriserad arbitragehandel. Han tog över som verkställande direktör 1970. Efter en framgångsrik verksamhet som privat hedgefond såldes AMC till Stuart & Co. 1971. Ett år senare lämnade Markowitz företaget.
Flera år senare var han involverad i CACI:s SIMSCRIPT-tillägg av objektorienterade funktioner. 
Markowitz är medgrundare och chefsarkitekt för GuidedChoice, en kontoleverantör och investeringsrådgivare. Hans nyare arbeten har handlat om att utforma basprogramvaran för GuidedChoice investeringslösning och att leda GuidedChoice Investment Committee. Han är aktivt involverad i utformningen av nästa steg i pensionsprocessen: att hjälpa pensionärer med förmögenhetsfördelning genom GuidedSpending.